# Кулешова, Марина Евгеньевна
Мари́на Евге́ньевна Кулешо́ва (род. 16 июня 1962) — советский и российский географ. Эксперт в области правовых проблем культурных ландшафтов.
Руководитель сектора правовых проблем управления культурными ландшафтами Российского научно-исследовательского института культурного и природного наследия имени Д. С. Лихачёва (с 1999). Кандидат географических наук (1989).

## Биография
В 1983 году окончила кафедру биогеографии географического факультета Московского государственного университета имени М. В. Ломоносова. Однокурсниками Марины Кулешовой были основоположник гуманитарной географии Дмитрий Замятин, директор Standard & Poor's по России и СНГ Алексей Новиков, политический и государственный деятель Олег Румянцев, заведующий кафедрой экономической географии и региональной экономики Финансовой академии при Правительстве Российской Федерации Аркадий Шевченко.
В 1980—1992 годах работала в отделе районной планировки ЦНИИП градостроительства под руководством В. В. Владимирова, где занималась оценкой состояния и определением мер охраны природных комплексов и объектов в составе комплексного территориального проектирования, включая разработку схем районной планировки и территориальных комплексных схем охраны природы в Таджикистане, Кыргызстане, Татарстане, Кабардино-Балкарии, Рязанской, Ярославской и Самарской областях.
В 1989 году защитила на географическом факультете МГУ кандидатску диссертацию по теме «Формирование систем особо охраняемых природных территорий в составе комплексного территориального проектирования».
С 1992 года работает в Российском научно-исследовательском институте культурного и природного наследия имени Д. С. Лихачёва (Институте Наследия), с 1999 года — руководитель сектора правовых проблем управления культурными ландшафтами.
В 1995—1999 годах была помощником депутата Государственной думы Российской Федерации В. И. Данилова-Данильяна, затем — Т. В. Злотниковой. Состояла в Высшем экологическом совете Комитета экологии Государственной думы РФ. Принимала участие в разработке нескольких законопроектов, в том числе федерального закона «Об охране окружающей среды». Участвовала в экспертизе отдельных законопроектов (Градостроительный кодекс, Земельный кодекс, Лесной кодекс, Водный кодекс и др.).
Автор около 100 научных работ, в том числе соавтор трёх коллективных монографий.

## Награды
- Благодарность Министра культуры и массовых коммуникаций Российской Федерации (7 декабря 2005 года) — за высокий профессионализм в работе при подготовке материалов к рассмотрению на заседании Правительства Российской Федерации 1 декабря 2005 г. вопроса «О мерах государственной поддержки музеев-заповедников и историко-культурных заповедников» [1].

## География исследовательских, проектных и экспертных работ

### Музеи-заповедники
- Соловецкий музей-заповедник (Архангельская область)
- Бородинский военно-исторический музей-заповедник (Московская область)
- Аркаим (Челябинская область)
- Шолоховский музей-заповедник (Ростовская область)
- Мемориальный музей-заповедник А. С. Пушкина «Михайловское» (Псковская область)
- Кижи (Карелия)
- Ясная Поляна (Тульская область)

### Национальные парки
- Кенозерский национальный парк (Архангельская область)
- Национальные парк «Угра» (Калужская область)
- Смоленское Поозёрье (Смоленская область)
- Тункинский национальный парк (Бурятия)

### Перспективные достопримечательные места
- Деревня Кимжа и окрестности (Архангельская область)
- Кунгурский край (Пермская область)
- Деревня Дунино и окрестности (Московская область)
- Валаамский архипелаг (Карелия)
- Город Выкса и окрестности (Нижегородская область)
- Село Владимирское и озеро Светлояр (Нижегородская область)
- Святой источник и окрестности деревни Красново (Ярославская область)

## Международные проекты
- 1996—2006 — Работа в тематической группе российско-норвежской Комиссии по охране окружающей среды. Опубликование в 1999 году на русском, английском и норвежском языках аналитического отчета «Сравнительный анализ практики управления культурными ландшафтами России и Норвегии» (авторы E. Gaukstad, М. Кулешова, E. Moen, В. Столяров). Основные исследовательские площадки: Соловецкий архипелаг, Кенозерский национальный парк, норвежский город Рёрос.

- 1998—1999 — Работа в составе международной группы экспертов (Gerbert Stovel — руководитель, Peder Agger, Kiersti Shcanke, Марина Кулешова, Тамара Семёнова) по мониторингу объекта Всемирного наследия — Соловецкого историко-архитектурного комплекса. Отчет представлен в Центр Всемирного наследия в 1999году и опубликован полностью в издании «Экология культуры» (2000, № 4 (12)); основные положения опубликованы в World Heritage Review (1999, № 12).

- 1998—2008 — Участие в работе Permanent European Conference on the Study of Rural Landscapes (PECSRL), проводящейся каждые два года в различных странах Европы. Текст доклада на конференции в Португалии в 2008 году.

- 1998—2008 — Сотрудничество с Отделом культурного наследия, ландшафтов и пространственного планирования Директората по культуре, культурному и природному наследию Совета Европы по применению принципов Европейской ландшафтной конвенции — участие в семинарах Совета Европы по реализации принципов конвенции, публикации в изданиях Совета Европы (European Spatial Planning and Landscape № 79/2006, 88/2007, Naturopa № 102/2004, 103/2005, Futuropa № 1/2008).

- 2009 — Эксперт 5-й конференции Совета Европы по Европейской ландшафтной конвенции (Страсбург). Соавтор (совместно с Т. Ю. Семёновой) материалов по теме «Ландшафты и этика».

- 2010 — Эксперт 15-й конференции министров регионального планирования Совета Европы (Москва) СЕМАТ. Выступление в дискуссии. Основные обсуждаемые материалы — на сайте Совета Европы.

## Участие в творческих и общественных организациях
- Член научно-технического совета Национального парка «Угра»
- Член Экспертного совета Росохранкультуры (до 2011)

### Публикации Марины Кулешовой

#### Коллективные монографии
- Экоинформатика. Теория, практика, методы и система / Под ред. В. Е. Соколова (1992).
- Культурный ландшафт как объект наследия / Под ред. Ю. А. Веденина и М. Е. Кулешовой. — М.: Институт Наследия, 2004.
- Право и культура / Под ред. В. К. Егорова, Ю. А. Тихомирова, О. Н. Астафьевой (2009).

#### Методические рекомендации
- Управление культурными ландшафтами и иными объектами историко-культурного наследия в национальных парках (2002)

#### Статьи
- Кулешова М. Е. Проблемы выявления и охраны достопримечательных мест. // Экологические проблемы сохранения исторического и культурного наследия / Под общей ред. Ю. А. Веденина). — Можайск. 2009.
- Кулешова М. Е., Веденин Ю. А. Правовое обеспечение сохранения и использования культурного и природного наследия в России // Право и культура. М.: Изд-во РАГС. 2009. — С. 361—390.
- Кулешова М. Е. Палеокультурный ландшафт как феномен наследия // Наследие и современность. Вып. 16. — М.: Институт Наследия, 2008. — С. 58-102.
- Кулешова М. Е. Всемирное наследие и место в нём культурных ландшафтов // Наследие и современность. Вып. 15. — М.: Институт Наследия, 2007. — С. 21—46.
- Кулешова М. Е. Культурные ландшафты в списке объектов всемирного наследия // Известия РАН, серия географическая. — 2007. — № 3. — С. 7—17.
- Кулешова М. Е. Наследие и природно-культурный каркас территорий // Известия Самарского научного центра РАН. — 2007. — № 1. — С. 7—14.
- Кулешова М. Е. Правовое обеспечение управления природным и культурным наследием как фактор территориального развития //Экологическое планирование и управление. — 2007. — № 22 (3). — С. 4—12.
- Кулешова М. Е. Правовое обеспечение управления культурными ландшафтами на особо охраняемых территориях.//Историко-культурное наследие и природное разнообразие. — Смоленск, 2007. — С. 338—347.
- Кулешова М. Е. Правовая защита культурного ландшафта Кимжи как феномена наследия.// Экология культуры. № 2 (42). — Архангельск: Комитет по культуре Архангельской области, 2007. — С. 33—42.
- Кулешова М. Е. Музеи-заповедники: коллизия идеального и реального в российском законодательстве // Наследие народов Российской Федерации. — 2006. — № 1. — С. 2-3, 38-45.

### О Марине Кулешовой
- ЮНЕСКО уедет, исторический центр Петербурга снесут // PITER.TV. — 2012. — 29 июня.
- ЮНЕСКО отказалось обсуждать мировое наследие Санкт-Петербурга // Regions.ru. — 2012. — 2 июля.